# تشانج آه 8
تشانچ آه 8 ( (بالصينية: 嫦娥八号؛ البينيين: Cháng'é báhào) ) هي مهمة روبوتية مُخطط لها من قِبل الصين لاستكشاف قطب القمر الجنوبي، ولوضع الأساس التقني لمحطة أبحاث القمر الدولية (ILRS) المُستقبلية. من المُتوقع إطلاق المهمة عام ٢٠٢٨م، وستتضمن مركبة هبوط، ومركبة جوالة، وروبوتًا.

## ملخص
تعتزم الصين إطلاق مهمة تشانچ آه 8 كجزء من خطتها لبناء محطة أبحاث قمرية دولية خلال ثلاثينيات القرن الحادي والعشرين. ستسير تشانچ آه 8 على خُطى مهمة تشانچ آه 7 ، المخطط لها عام 2026م، وستواصل البحث الفيزيائي الذي أجرته المهمة الأخيرة في منطقة القطب الجنوبي للقمر مع السعي لإجراء تجارب جديدة مثل استخدام الموارد في الموقع ، والتي ستشمل اختبار جدوى طباعة «الطوب» ثلاثي الأبعاد باستخدام تربة القمر أثناء وجودها على سطح القمر. ستكون المهمة بمثابة الأساس لمحطة أبحاث قمرية آلية ومأهولة على نطاق أوسع خلال العقد التالي.
ستتضمن المهمة حمولة إضافية بوزن 200 كغ متاحة للأجهزة الدولية. وقد حددت الهيئة الوطنية للفضاء الصينية (CNSA) تاريخ 31 ديسمبر 2023م موعدًا نهائيًا لتقديم خطابات النوايا من الأطراف المهتمة بالمساهمة بحمولات للمهمة.
ستتعاون شركة ستارفيجن إيروسبيس جروب المحدودة (Starvision Aerospace Group Limited)، وهي شركة صينية متخصصة في تصميم وتحليل بيانات الأقمار الصناعية التجارية، وجامعة جيجيانچ ، وجامعة الشرق الأوسط التقنية في تركيا، في تطوير روبوتين صغيرين وزن كل منهما 5 كغ للمهمة، وذلك لتسهيل استكشاف سطح القمر. بالإضافة إلى ذلك، ستضم المهمة روبوتًا متجولًا أكبر وزنه 100 كغ لنشر وتركيب الأجهزة واستكشاف سطح القمر. وتقود جامعة هونچ كونچ للعلوم والتكنولوجيا تطوير هذا الروبوت الأكبر، بمشاركة عِدة جامعات صينية، وأكاديمية شنغهاي لتكنولوجيا رحلات الفضاء ، ووكالة الفضاء الوطنية في جنوب إفريقيا.

## مناطق الهبوط المُحتملة
أشار وانج تشيونج، نائب كبير مصممي مهمة تشانچ آه-8، إلى أن مناطق الهبوط المُحتملة في القطب الجنوبي للقمر تشمل المناطق التالية: لايبنتز بيتا (Leibnitz Beta)، وحفرة أموندسن، وحفرة كابيوس، والتلال التي تربط بين حفرتي شاكلتون ودي جيرلاش (Shackleton and de Gerlache). في أبريل 2025م، تشير تقارير إعلامية إلى أن إدارة الفضاء الوطنية الصينية قد ضيقت اختيار الموقع إلى هضبة بالقرب من مونس موتون (Mons Mouton) ، والمعروفة أيضًا باسم لايبنتز بيتا، بالقرب من القطب الجنوبي للقمر.

## الأهداف العلمية
في الوثيقة الصادرة في أكتوبر 2023م والتي رافقت إعلان إدارة الفضاء الوطنية الصينية عن فرص التعاون الدولي لمهمة تشانچ آه-8، تم إدراج أهداف المهمة التالية:
- اكتشاف وبحث المجالات الفيزيائية المتعددة على سطح القمر
- الكشف والبحث عن الملامح الجيولوجية في منطقة الهبوط
- المراقبة القمرية لتوازن الطاقة الجوية للأرض والغلاف المغناطيسي للأرض
- التجارب والبحوث حول تحليل العينات القمرية في الموقع واستخدام الموارد في الموقع
- التجربة والأبحاث باستخدام «نظام بيئي أرضي صغير مغلق» على سطح القمر

## التعاون الدولي
قدمت مهمة تشانچ آه-8 قدرة حمولة تبلغ 200 كغ للدول المهتمة.
في مذكرة تفاهم وُقِّعت في 5 فبراير 2025 بين وكالة الفضاء الوطنية الباكستانية (SUPARCO) وهيئة الفضاء الوطنية الصينية (CNSA)، ستُطلق باكستان أول مركبة قمرية لها على متن مهمة تشانچ آه-8 كجزء من برنامج ILRS الأوسع. وبحسب ما ورد، ستوفر SUPARCO مركبة قمرية بوزن 35 كغ لاستكشاف القمر.
في 24 أبريل 2025م، أعلنت إدارة الفضاء الوطنية الصينية عن اختيار العديد من المشاريع التعاونية مع 11 شريكًا دوليًا لإدراجها في مهمة تشانچ آه-8؛ ويشمل هؤلاء الشركاء الدوليون المنظمات الوطنية والإقليمية.

## أدوات المهمة
حاليًا، تشمل الحمولات العلمية في المهمة ما يلي:

### أدوات الوكالة الوطنية للفضاء
مركبة هبوط
- كاميرا الهبوط
- كاميرات التضاريس
- مقياس الزلازل القمري
- كاشف المجال الكهرومغناطيسي القمري منخفض التردد
- مقياس تدفق الحرارة للتربة القمرية
- مقياس إشعاع الأرض القائم على القمر
- جهاز تصوير متعدد الأطياف للأرض من القمر
- تلسكوب الأشعة السينية الناعمة
- جهاز تجريبي بيئي أرضي صغير
- جهاز اختبار استخدام الموارد في الموقع ؛ بما في ذلك الطباعة ثلاثية الأبعاد لـ «الطوب» باستخدام تربة القمر

جوال
- كاميرا بانورامية
- رادار مخترق للأرض
- مُحلل المعادن الطيفي بالأشعة تحت الحمراء
- جهاز تحليل وتخزين العينات القمرية في الموقع

### الحمولات الدولية
المصدر:
- روبوت تشغيل متعدد الوظائف على سطح القمر ومحطة شحن متنقلة ( جامعة هونچ كونچ للعلوم والتكنولوجيا وجامعة هونچ كونچ للفنون التطبيقية )
- مركبة قمرية باكستانية ( لجنة أبحاث الفضاء والغلاف الجوي العلوي الباكستانية (SUPARCO) والجمعية الدولية لأنظمة المركبات الأرضية)
- روبوت استكشاف ذكي للبيئات الصعبة (مركبتان صغيرتان) ( جامعة الشرق الأوسط التقنية في تركيا ، بالشراكة مع جامعة جيجيانچ والشركة التجارية Star.Vision)
- مجموعة علم الفلك الراديوي (مرصد علم الفلك الراديوي في جنوب أفريقيا واللجنة الوطنية لبحوث وتطوير الفضاء الجوي في بيرو )
- مجموعة عاكسات زاوية الليزر ( المعهد الوطني للفيزياء النووية - مختبرات فراسكاتي الوطنية، إيطاليا )
- مستشعر بيئة غبار البلازما القمري ومحلل الأيونات القمرية والجسيمات المحايدة عالية الطاقة ( وكالة الفضاء الفيدرالية الروسية ومؤسسة الفضاء الحكومية الروسية)
- محلل نيوترونات القمر ( وزارة التعليم العالي والعلوم والبحث والابتكار في تايلاند والمعهد الوطني للبحوث الفلكية في تايلاند )
- نظام التصوير المرئي والأشعة تحت الحمراء لسطح القمر ( وكالة علوم الفضاء الوطنية البحرينية ووكالة الفضاء المصرية )
- رصد الإمكانات القمرية ( وكالة الفضاء الإيرانية )